# Bely Gorod
Bely Gorod ou Biély Gorod (russe : Белый город, la « ville blanche ») est le nom de l'ancienne troisième muraille d'enceinte de Moscou (la première délimite le Kremlin et la seconde Kitaï-gorod), construite sous la direction de Fiodor Kone de 1585 à 1593. Le nom provient du revêtement en pierre claire des murailles. Les fortifications de 10 km de long comportaient vingt-sept tours et dix portes, qui ont donné leur nom à certaines des places actuelles (Pokrovskie vorota, Nikitskie vorota, Pretchistenskie vorota).
Les murailles ont été rasées dans les années 1770-1780 car elles étaient jugées vétustes et inutiles. C'est à leur place que fut aménagée l'anneau des boulevards.
Le quartier compris entre ces murailles et celles de Kitaï-gorod et du Kremlin était aussi appelé Bely Gorod.

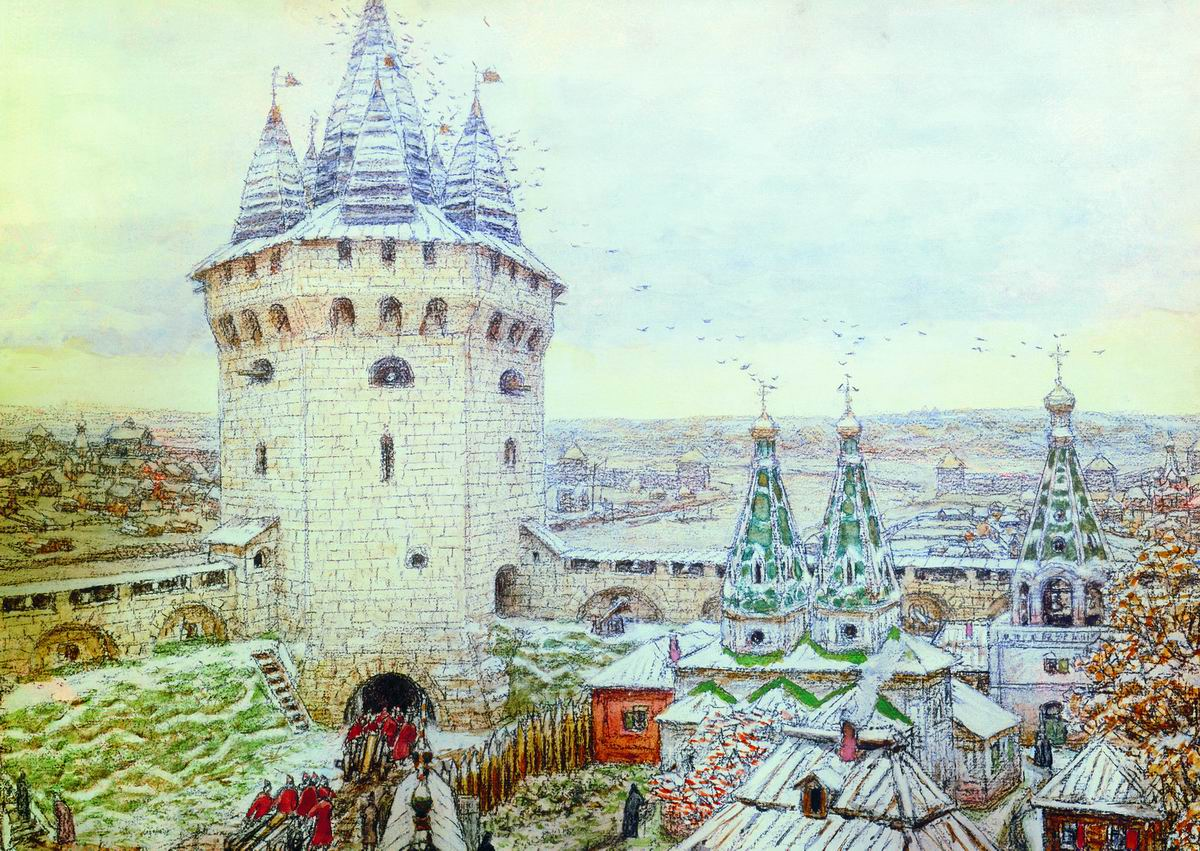
La tour Semiverkhaïa (aux sept sommets), Apollinaire Vasnetsov
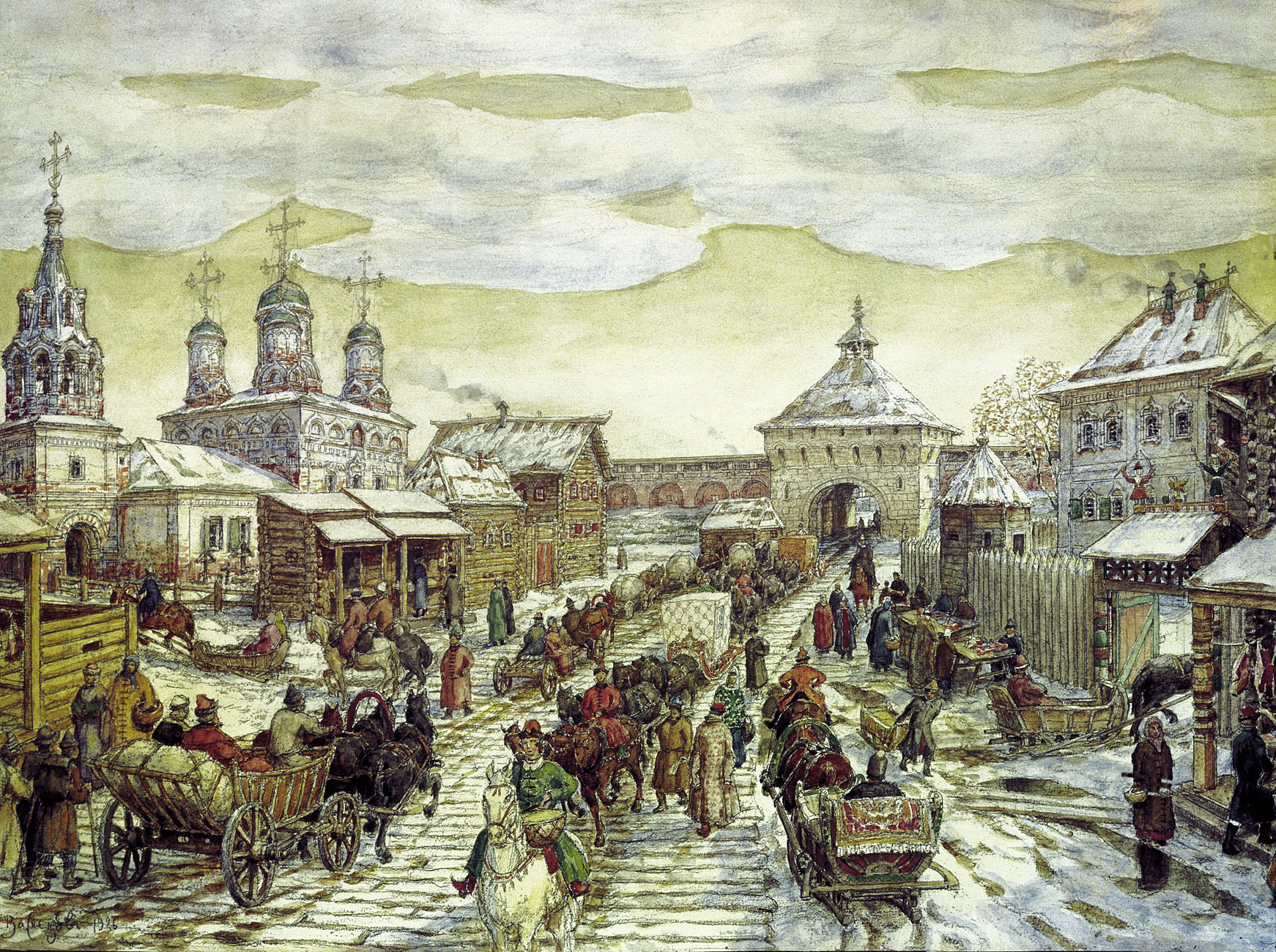
La porte Miasnitski, Apollinaire Vasnetsov
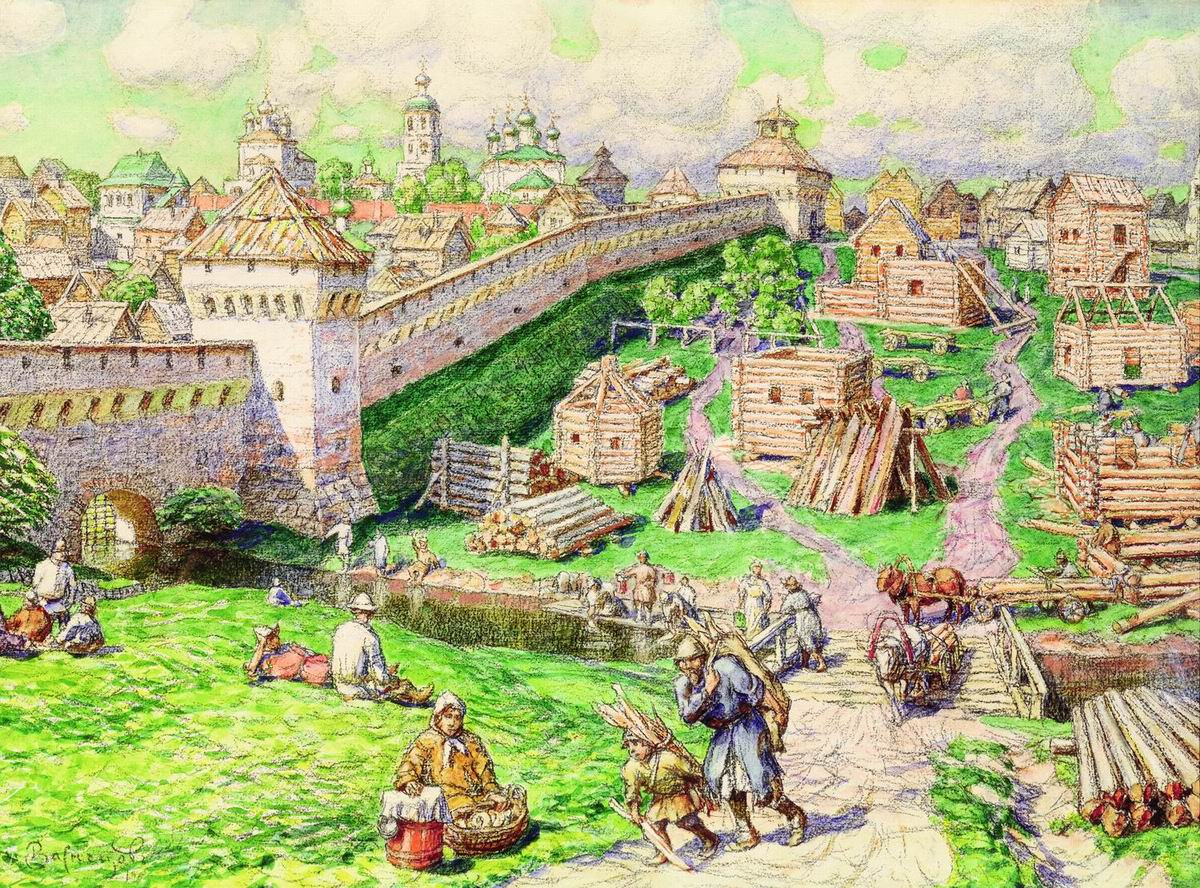
"Trouba" ("le conduit") de la Neglinnaïa, Apollinaire Vasnetsov